# Anita Dahl
Anita Louise Dahl, född 14 februari 1938 i Filipstad, Värmland, är en svensk skådespelare.

## Biografi
Dahl har sin teaterbakgrund i Uppsala studentteater. I slutet av 1960-talet var hon vid Friteatern/Riksteatern. Hon var därefter engagerad vid Upsala Stadsteaters fasta ensemble 1970–1999. Hon har också spelat vid Stockholms stadsteater, Parkteatern och Teater Plaza. Flera gånger har hon samarbetat med Staffan Westerberg och Staffan Göthe. Bland hennes främsta rolltolkningar märks Beatie i Arnold Weskers Rötter, Pegeen i J. M. Synges Hjälten på den gröna ön, Cordelia i William Shakespeares Kung Lear och Kathrin i Bertolt Brechts Mor Courage och hennes barn.
Dahl är gift med teaterkritikern Leif Zern.

## Filmografi
- 2000 – Skönheten

## Teater

### Roller (ej komplett)
| År   | Roll | Produktion                            | Regi            | Teater                    |
| ---- | ---- | ------------------------------------- | --------------- | ------------------------- |
| 1975 |      | Prästkappan Sven Delblanc             | Ulf Fredriksson | Uppsala-Gävle Stadsteater |
| 1976 |      | Hemmet Kent Andersson och Bengt Bratt | Ulf Andrée      | Uppsala-Gävle Stadsteater |

### Fotnoter
1. 1 2  ”Anita Dahl”. Svensk Filmdatabas. http://www.sfi.se/sv/svensk-filmdatabas/Item/?type=PERSON&itemid=274778&ref=%2ftemplates%2fSwedishFilmSearchResult.aspx%3fid%3d1225%26epslanguage%3dsv%26searchword%3danita+dahl%26type%3dPerson%26match%3dBegin%26page%3d1%26prom%3dFalse. Läst 20 februari 2013.
2. ↑  ”Stadsteatern gästspelar på Intiman – Pressmeddelande” (PDF). Stockholms stadsteater. 2004. http://www.stadsteatern.stockholm.se/press/pinfo/0000011500010.pdf. Läst 6 januari 2012.
3. ↑  Calle Pauli (2 mars 2009). ”Selma som i en korvkiosk”. Dagens Nyheter. http://www.dn.se/kultur-noje/scen/selma-som-i-en-korvkiosk. Läst 6 januari 2012.
4. ↑  Bengt Jahnsson (8 november 1975). ”Delblancs 'Prästkappan': Åtråvärt enkelt budskap”. Dagens Nyheter:  s. 18. https://arkivet.dn.se/tidning/1975-11-08/303/18. Läst 18 juli 2018.
5. ↑  Bengt Jahnsson (7 februari 1976). ”En teater på väg bakåt”. Dagens Nyheter:  s. 11. https://arkivet.dn.se/tidning/1976-02-07/36/11. Läst 18 juli 2018.